# Michael Meyer-Hermann (Politiker)
Michael Meyer-Hermann (* 23. Februar 1983 in Versmold) ist ein deutscher CDU-Kommunalpolitiker und seit 2014 hauptamtlicher Bürgermeister der Stadt Versmold.

## Leben
Meyer-Hermann wuchs auf dem elterlichen Bauernhof im Versmolder Ortsteil Bockhorst auf und besuchte dort die Grundschule. 2002 legte er das Abitur am CJD-Gymnasium Versmold ab. Seinen anschließenden Zivildienst absolvierte er bei der Stadtverwaltung Versmold. Ab 2003 studierte er Politikwissenschaft, Wirtschaftspolitik und Niederlande-Studien an der Westfälischen Wilhelms-Universität Münster und erlangte im Ende 2007 den Abschluss Magister artium. Nach seinem Studium arbeitete Michael Meyer-Hermann ab 2008 als wissenschaftlicher Mitarbeiter für den Minden-Lübbecker Bundestagsabgeordneten Steffen Kampeter, haushaltspolitischer Sprecher der CDU/CSU-Bundestagsfraktion und anschl. Parlamentarischer Staatssekretär beim Bundesminister der Finanzen. Er leitete sein Abgeordnetenbüro beim Deutschen Bundestag in Berlin.
Michael Meyer-Hermann ist verheiratet und Vater von zwei Kindern.

## Politik
Meyer-Hermann trat 2000 in die CDU und 2001 in die Junge Union ein. In den folgenden Jahren war er sowohl in der CDU als auch der Jungen Union jeweils stellv. Stadtverbandsvorsitzender.
2004 kandidierte er in seinem Heimatwahlkreis Bockhorst für den Versmolder Stadtrat. Er wurde hier mit 44,2 Prozent direkt gewählt und war anschließend stellv. Vorsitzender der CDU-Ratsfraktion. 2007 schied er berufsbedingt aus der Versmolder Stadtvertretung aus.
Zur Kommunalwahl 2014 kandidierte Meyer-Hermann für das Amt des hauptamtlichen Bürgermeisters seiner Heimatstadt Versmold. Am 25. Mai 2014 wurde er mit 53,96 Prozent im ersten Wahlgang zum Bürgermeister gewählt. Er setzte sich damit gegen die Bewerberin der SPD sowie einen unabhängigen Kandidaten durch.
Am 13. September 2020 wurde Michael Meyer-Hermann im ersten Wahlgang mit 65,45 % im Amt des Bürgermeisters bestätigt. Er setzt sich dabei gegen einen Bewerber der SPD und zwei unabhängige Einzelbewerber durch.